# Марков, Леонид Васильевич
Леони́д Васи́льевич Ма́рков (13 декабря 1927, Алексеевка, Казахская АССР — 1 марта 1991, Москва, СССР) — советский актёр театра и кино, народный артист СССР (1985).

## Биография
Леонид Марков родился 13 декабря 1927 года в селе Алексеевка (или Алексеевское) (ныне — Акколь, Акмолинская область, Казахстан).
Детство прошло в постоянных переездах из города в город. В 1931—1934 годах играл детские роли в спектаклях Саратовского драматического театра им. К. Маркса, где служил его отец — актёр Василий Демьянович Марков. Мать Мария Петровна была гримёром.
Окончил среднюю школу в Вологде. В 1945 году вместе со своей старшей сестрой Риммой Марковой поступил в студию при Вологодском драматическом театре, где учился до 1947 года. В том же году был принят в студию при Московском театре имени Ленинского комсомола.
По окончании студии в 1950 году был зачислен в труппу Театра имени Ленинского комсомола. Играл Яшу, а позже Петю Трофимова в «Вишнёвом саде» А. П. Чехова, Петрушина в «Живом трупе» Л. Н. Толстого и ряд других ролей классического и современного репертуара.
В 1960 году перешёл в Московский драматический театр имени А. С. Пушкина, где, в частности, сыграл Тимофея Рваного в «Поднятой целине» по М. А. Шолохову.
С 1966 по 1986 год служил в Театре имени Моссовета, где запомнился целым рядом ролей, в их числе Арбенин в лермонтовском «Маскараде», Звягинцев в инсценировке романа М. А. Шолохова «Они сражались за Родину», Порфирий Петрович в «Петербургских сновидениях» по роману Ф. М. Достоевского «Преступление и наказание», Алексей Орлов в пьесе Леонида Зорина «Царская охота». Театральный сезон 1986/1987 годов служил в Малом театре, где играл Антипа в пьесе М. Горького «Зыковы», после чего вернулся в Театр имени Моссовета.
Работал на радио. Около ста записей (за временной период с 1954 по 1990 год) литературных произведений, радиоспектаклей с его участием хранятся в коллекции радиофонда: «В зимнем лесу» С. М. Богомазова, в роли Волка; «В гимназии» Н. Г. Гарин-Михайловского, в роли Отца; «Белые розы, розовые слоны» У. Гибсона, в роли Генри Пулэски; «Судьба» П. Л. Проскурина, в роли Макашина; «Инспектор Тихонов» братьев Вайнеров, в роли Шарапова; «Королёв и Гагарин» В. С. Губарева, в роли Королёва; «Первая любовь» И. А. Бунина, в роли Отца и другие спектакли. Актёр читал литературные произведения А. Пушкина, М. Лермонтова, Ф. Достоевского, И. Абашидзе, В. Астафьева, Б. Васильева, Р. Рождественского.
Умер 1 марта 1991 года на 64-м году жизни в Москве от рака желудка. Похоронен на Кузьминском кладбище (участок № 23).

### Семья
- Четвёртая жена — Елена Владимировна Маркова, проректор по развитию Православного Свято-Тихоновского гуманитарного университета[7].
- Сестра — Римма Васильевна Маркова (1925—2015), актриса, народная артистка РФ (1994).

## Звания и награды
- Заслуженный артист РСФСР (26.09.1969)[источник?].
- Народный артист РСФСР (29.03.1977)[8]
- Народный артист СССР (31.01.1985)[источник?].
- Орден Трудового Красного Знамени (1987)[источник?].

## Творчество

### Роли в театре

#### Театр им. Ленинского Комсомола
- 1948 — «Юность отцов» Б. Л. Горбатова — Антип
- 1950 — «Васса Железнова» М. Горького — Евгений
- 1951 — «Честь смолоду» по А. А. Первенцеву — Нехода
- «Сирано де Бержерак» Э. Ростана — Кристиан / Карбон де Кастель Жалу
- «Вишнёвый сад» А. П. Чехова — Яша / Петя Трофимов
- «Живой труп» Л. Н. Толстого — Петрушин
- «Друзья-сочинители» (водевиль) Н. А. Венкстерн — Кудрьков
- «Хлеб и розы» А. Д. Салынского — Тельнихин
- «Фабричная девчонка» А. М. Володина — комсорг
- «Мужество» по В. К. Кетлинской — Калюжный
- «Семья» И. Ф. Попова — Ветров, участник собрания / Дурново, директор департамента полиции
- «Колесо счастья» братьев Тур — Егор Курлыкин, студент 2-го курса / Фазан
- «В эту ночь никто не уснул» В. А. Гольдфельда — Леонид Борисович Аркадин
- «Утраченные иллюзии» по О. де Бальзаку — Аббат Эррера
- 1958 — «Святая Жанна» Б. Шоу — Граф Уорик
- «Первая конная» Вс. В. Вишневского — Митряй
- «Первая Симфония» А. К. Гладкова — Виктор Шорин, студент консерватории
- «Когда цветёт акация» Н. Г. Винникова — 2-й ведущий
- «Братья Ершовы» В. А. Кочетова — Степан Тимофеевич Ершов

#### Московский драматический театр имени А. С. Пушкина
- 1960 — «Высшее существо» Клары Фехер — Ференц
- 1961 — «День рождения Терезы» Г. Д. Мдивани, реж. Б. И. Равенских — Марсело
- 1961 — «Столпы общества» Г. Ибсена — Иухан
- 1963 — «Романьола» Л. Скуарцины, реж. Б. И. Равенских — Микеле Даспонси Фоскини
- 1963 — «Петровка, 38» по Ю. С. Семёнову — Сударь
- 1965 — «Поднятая целина» по М. А. Шолохову — Тимофей Рваный
- 1965 — «Джентльмены из Чикаго» Бена Хекта и Чарльза Макартура, реж. Д. А. Вурос — Хилди Джонсон

#### Театр имени Моссовета
- 1966 — «Затейник» В. С. Розова, постановка И. С. Анисимовой-Вульф — Валентин Селищев
- 1966 — «Они сражались за Родину» М. А. Шолохова, П. Г. Дёмина, постановка А. Т. Зубова — Звягинцев
- 1967 — «Маскарад» М. Ю. Лермонтова, постановка Ю. А. Завадского — Арбенин Евгений Александрович
- 1967 — «Шторм» В. Н. Билль-Белоцерковского, постановка Ю. А. Завадского — ПредУкома
- 1968 — «Моё сердце с тобой» Ю. П. Чепурина, постановка А. Т. Зубова — Мефодьев Кузьма Илларионович
- 1969 — «Петербургские сновидения» по роману Ф. М. Достоевского «Преступление и наказание», постановка Ю. А. Завадского — Порфирий Петрович
- 1970 — «Спектакль-концерт» — «Воскресение» Б. В. Яковлева, постановка Ю. А. Завадского, И. А. Данкман — Старик
- 1971 — «Лилиом» Ф. Мольнара, постановка И. А. Данкман — Лилиом
- 1971 — «Золото, золото — сердце народное!» В. В. Рогова, Н. А. Некрасова (Из воспоминаний современников), постановка Е. Ю. Завадского
- 1973 — «Последняя жертва» А. Н. Островского, постановка Ю. А. Завадского — Флор Федулыч
- 1974 — «Турбаза» Э. С. Радзинского, постановка А. В. Эфроса — Ходкин
- 1974 — «Арктический роман» В. Н. Анчишкина, И. С. Рубинштейна, постановка А. Т. Зубова — Батурин
- 1975 — «Вечерний свет» А. Н. Арбузова, постановка Р. Г. Виктюка — Ковалёв Алексей Георгиевич
- 1977 — «Царская охота» Л. Г. Зорина, постановка Р. Г. Виктюка — Граф Алексей Григорьевич Орлов
- 1977 — «Успех» Е. А. Григорьева, О. А. Никича, постановка П. О. Хомского
- 1978 — «Превышение власти» В. К. Черныха, постановка П. О. Хомского — Шилов
- 1981 — «Живой труп» Л. Н. Толстого, постановка Б. Е. Щедрина — Фёдор Васильевич Протасов
- 1982 — «Егор Булычов и другие» М. Горького, постановка П. О. Хомского — Егор Булычов
- 1985 — «Операция „С Новым годом!“» Ю. П. Германа, А. Ю. Германа, П. О. Хомского, постановка П. О. Хомского — Локотков
- 1986 — «Цитата» Л. Г. Зорина, постановка П. О. Хомского — Кирилл Петрович Балтазаров
- 1987 — «Завтрак с неизвестными» В. Л. Дозорцева, постановка П. О. Хомского — Человек в шляпе

#### Малый театр
- 1986 — «Зыковы» М. Горького — Антип

### Фильмография
- 1950 — Жуковский — эпизод
- 1955 — Мать — Чумаков
- 1958 — Жизнь прошла мимо — «Червяк»
- 1960 — Пусть светит! — эпизод
- 1961 — Весна, цветы и, конечно… любовь — режиссёр на ТВ
- 1961 — Ночь без милосердия — капитан Бенсон
- 1967 — Двое, которые помнили… (короткометражный)
- 1967 — Сильные духом — обер-лейтенант
- 1968 — Шестое июля — Александр Цюрупа
- 1971 — Русское поле — Авдей Петрович Угрюмов
- 1971 — Ты и я — Сергей, вертолётчик
- 1972 — Последний гайдук — Бугор
- 1973 — Следствие ведут ЗнаТоКи. Побег — Багров
- 1975 — Крестьянский сын — Егор Михайлович Байков
- 1976 — Сибирь — профессор Венедикт Петрович Лихачёв
- 1976 — Легенда о Тиле — брат Клааса (отсутствует в киноверсии) Иост
- 1976 — Красное и чёрное — господин де Реналь
- 1976 — Долги наши — Иван Васильевич Крутов
- 1977 — Схватка в пурге — Глухов
- 1977 — Долг — полковник Степанов
- 1978 — Время выбрало нас — Загорский
- 1978 — Мой ласковый и нежный зверь — Урбенин
- 1978 — И это всё о нём — Гасилов
- 1978 — Плата за истину — Огюст Роден
- 1978 — Соль земли — Иван Фёдорович Ефремов
- 1978 — Ссыльный № 011 — Гарбуша
- 1979 — Похищение «Савойи» — комиссар Лафонте
- 1979 — Гараж — профессор Смирновский
- 1979 — Верой и правдой — Резин
- 1979 — Сегодня и завтра — Осадчий
- 1979 — Безответная любовь — Пётр Климович Торсуев
- 1980 — Полёт с космонавтом — Пеночкин
- 1980 — Коней на переправе не меняют — Анатолий Петрович Борисов
- 1981 — Остаюсь с вами — Орлов
- 1981 — Чёрный треугольник — Никита Африканыч Махов
- 1982 — Владивосток, год 1918 — Крайнов
- 1982 — Мать Мария — Скобцов
- 1982 — Не ждали, не гадали! — Георгий Сергеевич, гендиректор
- 1982 — Остров сокровищ — Билли Бонс
- 1982 — Солнечный ветер — профессор Евгений Павлович Карпов
- 1982 — Срочно… Секретно… Губчека — Седов-Матюшинский
- 1983 — Семь часов до гибели — Григорий Кузьмич Нечаев
- 1983 — Анна Павлова — генерал Безобразов
- 1983 — Детский сад — «слепой»
- 1983 — Чёрный замок Ольшанский — Лыгановский
- 1984 — Заморозки имели место (короткометражный) — незнакомец в трамвае
- 1984 — Наследство — Недосекин
- 1984 — Право на выбор — Вавилов
- 1985 — Грядущему веку — Полосухин
- 1985 — Змеелов — Котов
- 1986 — Дорогой Эдисон! — Геннадий Аркадьевич Широков
- 1987 — Поражение — генерал Николай Яковлевич Южин
- 1991 — Отель «Эдем» — Сатана

### Телеспектакли
- 1964 — Укрощение строптивой
- 1968 — Мятеж — Чеусов
- 1971 — Френсис Дрейк — Френсис Дрейк
- 1971 — Хозяин — Василий Семёнов
- 1972 — Бунташный июль — Кузёмка Нагаев
- 1972 — Золото, золото — сердце народное
- 1972 — Любимые страницы — старик
- 1972 — Шторм — председатель укома
- 1974 — В восемнадцать мальчишеских лет — Моловец
- 1976 — Вечерний свет — Алексей Георгиевич Ковалёв
- 1977 — Семейная история — друг Юрия Павловича
- 1978 — Игроки — Швохнев
- 1981 — С любовью к женщине
- 1982 — Операция на сердце — Нырин, член комиссии по положению дел в клинике
- 1984 — Право на выбор — Вавилов
- 1986 — Белая лошадь — горе не моё — Матвей Иванович
- 1987 — Живой труп — Фёдор Васильевич Протасов
- 1988 — Цитата — Кирилл Петрович Балтазаров

#### Озвучивание
- 1983 — Художник Александр Шилов (документальный) — читает текст
- 1988 — Диссидент — священник (роль Ф. Бенце)
- 1988 — Лев и девять гиен (мультфильм) — Лев

#### Аудиоспектакли
- 1988 — «Про Федота-стрельца, удалого молодца» Л. Филатова — генерал

#### Архивные кадры
- 1999 — Леонид Марков (из цикла телепрограмм канала ОРТ «Чтобы помнили») (документальный)
- 2007 — Леонид Марков (из цикла передач телеканала ДТВ «Как уходили кумиры») (документальный)
- 2010 — Валентин Черных (из телевизионного документального цикла «Острова»)